# Шеньчжоу-16
Шеньчжоу-16 (спрощ.: 神舟十六号; піньїнь: Shénzhōu Shíliù-hào; літ.: 'Божественний човен номер 16') — китайський космічний політ на космічну станцію Тяньгун. Стартував 30 травня 2023 року. На борту космічного корабля Шеньчжоу перебували двоє тайконавтів Корпусу астронавтів Народно-визвольної армії (PLAAC) і фахівець із корисного навантаження з Університету Бейхан. Ця місія була одинадцятим польотом китайського екіпажу в космос і шістнадцятим польотом за програмою Шеньчжоу.

## Підґрунття
Шеньчжоу-16 був п'ятим космічним польотом до космічної станції Тяньгун. Місія тривала приблизно п'ять місяців.
Космічний корабель завершив будівництво та випробування в грудні 2022 року, і перед запуском він підтримувався в стані майже готовності, якщо він знадобиться як рятувальна шлюпка для екіпажу Шеньчжоу-15.

## Місія
Місія стартувала із Центру запуску супутників Цзюцюань 30 травня 2023 року о 9:31 ранку за китайським стандартним часом (01:31 UTC) після запуску вантажного космічного корабля Tianzhou 6 і ближче до завершення місії Шеньчжоу-15. Трохи менше ніж через 7 годин після запуску космічний корабель пристикувався до найнижчого стикувального порту основного модуля Тяньхе.
Після входу на станцію екіпаж зустрів і здійснив церемонію передачі з екіпажем Шеньчжоу-15, з яким вони мали розділити чотириденну місію перед відправленням попереднього екіпажу 3 червня

### Вихід у відкритий космос
20 липня 2023 року Цзін Хайпен і Чжу Янчжу здійснили перший запланований вихід у відкритий космос Шеньчжоу-16 через шлюз лабораторного модуля Вентянь (Чжу Янчжу був першим китайським бортінженером, який здійснив вихід у відкритий космос), а Гуй Хайчао допомагав Їм зсередини основного модуля. Екіпаж виконував низку завдань, включаючи встановлення та підйом опорної рами для панорамної камери за межами основного модуля Тяньхе, а також розблокування та підйом двох панорамних камер за межами експериментального модуля Ментянь. Вихід у відкритий космос тривав 7 годин і 55 хвилин, побивши попередній рекорд тривалості 7 годин і 6 хвилин на Шеньчжоу-15.

### Повернення
Шеньчжоу-16 повернувся на Землю 30 жовтня 2023 року, приземлившись на місці посадки Дунфен у пустелі Гобі у Внутрішній Монголії. На кадрах приземлення видно отвір у спусковому парашуті та перекидання капсули від удару, але екіпаж не постраждав.

## Екіпаж
| Посада                            | Член екіпажу                                 |
| --------------------------------- | -------------------------------------------- |
| Командир                          | Цзін Хайпен, ЗКНВА Четвертий космічний політ |
| Бортінженер                       | Чжу Янчжу, ЗКНВА Перший космічний політ      |
| Фахівець з корисного навантаження | Гуй Хайчао, Перший космічний політ           |

Шеньчжоу-16 була четвертою місією командира Цзіна Хайпена в космос, новий рекорд для китайського тайконавта. Фахівець із корисного навантаження Гуй Хайчао, професор університету Бейхан, став першим цивільним китайцем, який побував у космосі.